# 本·特纳 (足球运动员)
本·特納（英語：Ben Turner；1988年1月21日—）是一位英格蘭足球運動員，在場上的位置是後衛。他現在效力於英格蘭足球冠軍聯賽球隊卡迪夫城足球俱樂部。本·特納出身於考文垂足球俱樂部的青訓系統，並且曾經效力於考文垂。他雖然曾代表英格蘭U19隊參加比賽，但同時擁有代表英格蘭和威爾士參賽的資格。

## 外部連結
- 足球数据库：本·特纳的球员统计数据
- Profile at UpThePosh! The Peterborough United Database